# Близнецы Крэй
Близнецы Крэй (Рональд, 24 октября 1933 — 17 марта 1995, и Реджинальд, 24 октября 1933 — 1 октября 2000) — преступники, братья-близнецы, контролировавшие большую часть организованной преступной деятельности в Лондоне на рубеже 1950-х и 1960-х годов. Вместе со своей бандой, известной под названием «Фирма», они совершали самые разнообразные преступления: грабежи, вооружённые нападения и убийства, поджоги, рэкет. В Лондоне и за его пределами близнецы были настоящими звёздами — их интервью в 1965 году было показано в прямом эфире на одном из центральных каналов. Крэи взаимодействовали с Братьями Галло, планировалась совместная постройка казино с Меером Лански, но в последний момент сделка сорвалась. Рональд, более известный как Ронни, как предполагается, страдал параноидным расстройством личности.

## Биография и деятельность
Близнецы родились в семье мелкого торговца, в раннем детстве оба тяжело переболели дифтерией, но выжили. Воспитанием близнецов занималась мать Вайолет и её сестры — Мэй и Роззи, и два деда — Джимми Крэй по отцовской линии и Джимми Ли «Пушечное ядро» по материнской линии. Отец близнецов — Чарли Крэй-старший — работал торговцем золотым ломом и часто разъезжал по стране. В отрочестве Рональд и Реджинальд занимались любительским боксом, но стать профессиональными спортсменами не смогли из-за проблем с законом и дисциплиной, хотя обоим пророчили великое спортивное будущее.
В 1952 году поступили на службу в полк королевских фузилёров британской армии, но за драку с муштровавшим их офицером в первый же день и постоянные бунты были сосланы на гауптвахту. Там Ронни и Реджи жгли матрасы и устраивали форменный беспредел. В военной тюрьме близнецы обзавелись нужными связями в криминальном мире, которые в дальнейшем сослужили им хорошую службу. Ронни и Реджи всячески давали окружающим понять, что признают в этом мире только авторитеты друг друга и никого больше. Вдоволь натерпевшись, было принято решение изгнать близнецов из стройных рядов королевских фузилёров. По возвращении домой, с середины 1950-х годов, близнецы заняли денег у их старшего брата Чарли на открытие собственного дела. Так появилась бильярдная «Ригал» — отправной пункт начала «карьеры» близнецов. Реджи пытался совмещать рэкет с более легальными и законными путями промысла. Ронни же кроме крышевания банд, угона автомобилей, поджогов и грабежей никаких путей заработка не признавал. Взрывной характер Ронни вскоре дал первые плоды — в ссоре он прострелил колено одному зеваке, за что в 1960 году был арестован и сел в тюрьму на 18 месяцев. Там же у него было диагностировано параноидное расстройство личности, включая манию величия, манию преследования и идентификацию с исторической фигурой — Ронни Крэй считал себя воплощением Аттилы.
У братьев в начале 1960-х годов появился и легальный бизнес — они владели популярным ночным клубом в Ист-Энде, гостями которого были многие знаменитости, в том числе актёры и политики. Братьев весьма боялись в британской криминальной среде, о них знали все. Близнецы водили дружбу с именитыми актёрами, в числе которых Джуди Гарленд (поговаривают, что у неё и Реджи был кратковременный роман), Барбара Виндзор и другие.

## Конфликт с Ричардсонами
9 марта 1966 года, на глазах у 7 человек, в пабе, вечером, Ронни Крэй застрелил одного из людей Ричардсонов — Джорджа Корнелла. Это событие всколыхнуло весь Лондон, об этом писали в газетах и говорили в очередях, но никто из свидетелей не согласился дать показания, и Ронни остался на свободе.
29 октября 1967 года, через несколько месяцев после самоубийства своей супруги Фрэнсис, Реджи зарезал Джека «Шляпу» МакВитти, тело которого они сбросили в Ла-Манш. В Скотленд-Ярде у близнецов появился «фанат» — молодой и перспективный следователь Леонард Рид, который после череды неудач всё же смог осуществить задуманное. Помощь в следствии оказал Николас Джеймсон - бывший ген. директор компании «Gold-Mart Company». 9 мая 1968 года Ронни и Реджи были арестованы, а в 1969 году 27 сентября — осуждены и приговорены к пожизненному заключению с правом досрочного освобождения только по истечении 30 лет. Психическое состояние Ронни впоследствии ухудшилось, и он в 1979 году был переведён в Бродмурскую больницу, где и умер в 1995 году от инфаркта, а Реджинальд был отпущен на свободу в 2000 году, за восемь недель до своей смерти от рака мочевого пузыря 1 октября того же года.

## Близнецы Крэй в культуре
История жизни близнецов Крэй легла в основу книги Джона Пирсона «Искусство жестокости: взлёт и падение близнецов Крэй».
В 1990 году по этой книге был снят фильм «Братья Крэй», режиссёр Питер Медак. В главных ролях снялись английские музыканты, основатель группы Spandau Ballet Гэри Кэмп (р. 1959) и его брат Мартин Кэмп (р. 1961).
Преступная деятельность близнецов Крэй стала основой известного скетча комедийной труппы «Монти Пайтон» — «Братья Пиранья».
По словам писательницы Джоан Кэтлин Роулинг, братья Крэй стали прототипами для главного злодея серии романов о Гарри Поттере — лорда Волендеморта, которого многие называли «Вы-Знаете-Кто» или «Тёмный Лорд», до смерти боясь не только произносить, но даже писать его имя из-за страха быть обнаруженными его слугами и погибнуть от их рук. В интервью 2005 года Роулинг сказала, что лондонцы боялись не только вести разговоры на тему дел братьев Крэй, но и даже упоминать эту фамилию, поскольку опасались «жестокой и кровавой мести». По её мнению, сам факт того, что одна только фамилия наводила ужас на лондонцев, демонстрировал могущество братьев Крэй и их влияние в Лондоне.
В 2010 году вышел 2 сезон сериала «Уайтчепел» (в русском переводе «Современный потрошитель» или «Жестокие тайны Лондона»), главными антигероями которого стали дети одного из близнецов — новые близнецы Крэй.
В 2015 году на экраны вышел фильм Брайана Хелгеленда «Легендa», снятый по мотивам книги Пирсона. Близнецов Крэй сыграл Том Харди.
Братья Крэй упоминаются в песне Моррисси 1990 года «The Last of the Famous International Playboys».